# شاعر گاواین

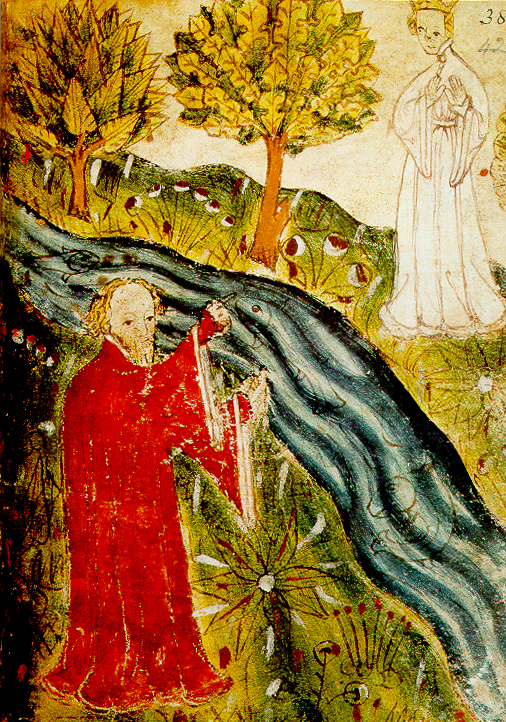
شاعر مروارید (۱۳۷۵–۱۴۰۰)

شاعر گاواین یا کمتر شایع تر شاعر مروارید، (به انگلیسی: Gawain Poet) نامی است که به نویسنده «سر گاواین و شوالیه سبز»، یک شعر متنی نوشته شده در قرن چهاردهم انگلیسی میانه داده شده‌است. به نظر می‌رسد نویسنده آن شعرهای مروارید، صبر و «پاکیز» را سروده‌است. برخی از محققان معتقدند که نویسنده ممکن است قدیس ارکنوالد باشد. به جز آخرین شعر، همه این آثار از یک نسخه خطی بازمانده در کتابخانه بریتانیا شناخته شده‌اند. این مجموعه آثار شامل برخی از بسیار مورد توجه‌ترین شعرهای نوشته شده به زبان انگلیسی میانه است.